# Kościół św. Krzyża w Kieżmarku

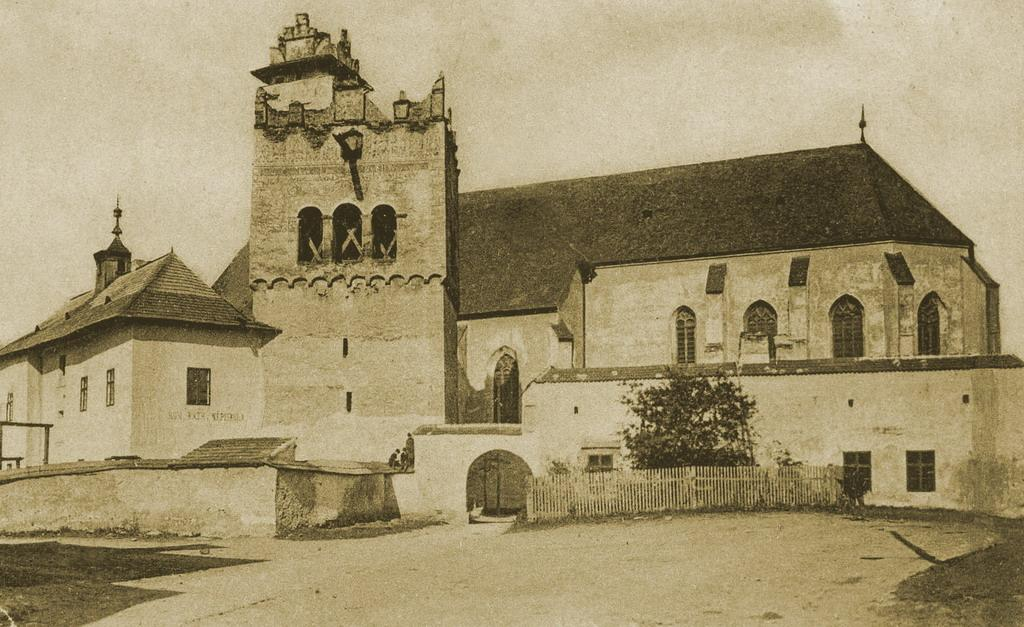
Kościół św. Krzyża w Kieżmarku - fot. arch.

Kościół św. Krzyża w Kieżmarku – kościół obrządku rzymskokatolickiego w Kieżmarku na Spiszu, w północnej Słowacji, od 1997 r. posiadający papieski tytuł bazyliki mniejszej. Główna budowla zespołu kościelnego, w skład którego wchodzą również dzwonnica, przylegający do niej budynek dawnej katolickiej szkoły ludowej oraz budynek dawnej łacińskiej szkoły miejskiej. Cały areał był w przeszłości otoczony własnym murem obronnym. Do dziś zachowała się jedynie jego część. Wejście przy dzwonnicy zdobi przeniesiony tu renesansowy portal z herbem miasta.
Początki kościoła św. Krzyża łączą się - jak na to wskazuje tradycyjna nazwa miejsca, na którym się on znajduje (Windischgrund - „słowiańska ziemia”) - ze starą słowiańską osadą w widłach Popradu i Ľubicy (Lubickiego Potoku). Być może już w XII w. istniał tu jakiś drewniany kościół. Najstarsze znalezione kamienne wątki dzisiejszego kościoła pochodzą z romańskiej kaplicy z połowy XIII w., która w następnym stuleciu została znacznie rozbudowana. Obecny kształt kościoła pochodzi z okresu jego wielkiej przebudowy w stylu gotyckim, realizowanej w latach 1444-1498. Swój udział w inwestycji miało miasto oraz dzierżawcy kieżmarskiego zamku – Zápolyowie. Obu dobroczyńców świątyni przypominają ich herby umieszczone przy małym wejściu do kościoła. O kolejnych etapach rozwojowych budowli świadczą trzy różne systemy sklepień (krzyżowe, gwiaździste i sieciowe), a także obszerne, wielobocznie zamknięte prezbiterium, położone nieco wyżej, niż nawa. Z racji swych rozmiarów trójnawowy kościół należy dziś do największych halowych kościołów w całej Słowacji. Nawy liczą po trzy przęsła, rozdzielane gładkimi, ośmiobocznymi, kamiennymi filarami. Czwarte przęsło zajmuje chór muzyczny, wsparty na gotyckich arkadach. Zarówno prezbiterium jak i nawa są opięte masywnymi przyporami. Wysoką wieżę w osi kościoła, na rzucie kwadratu, wybudowano w 1521 r., a jej attykowe zwieńczenie ma już charakter renesansowy.
Wystrój i wyposażenie świątyni są w większości gotyckie. W pierwszym rzędzie zwraca uwagę późnogotycki ołtarz główny z początków XVI w., na nowo ustawiony w świątyni w 1869 r. Przypuszcza się, że figura Chrystusa na krzyżu z centralnej grupy Ukrzyżowania mogła powstać w pracowni Wita Stwosza. Godne uwagi są dwa boczne ołtarze, pochodzące z drugiej połowy XV w. Oprócz nich do pierwotnego wyposażenia świątyni należą miedziana chrzcielnica z herbem miasta i niemiecką inskrypcją z Pisma Św. z 1472 r. oraz kamienne sakramentarium. Z 1518 r. pochodzą renesansowe stalle pod wielkim chórem, w których zasiadał wójt i członkowie rady miejskiej. W chórze muzycznym organy o 26 głosach. Na bocznej ścianie nawy mniejsze organy o 9 głosach, ofiarowane w 1651 r. przez Jerzego Günthera (w uznaniu tej fundacji pochowano go w kościele niedaleko miejsca, w którym zwykle siadywał w trakcie nabożeństwa).
W kościele tym spoczywa m.in. Hieronim Łaski, który uzyskał w 1535 r. w Wiedniu przywileje dla Kieżmarku. W pięknym grobowcu pochowani są Sebastian Thököly, jego małżonka Zuzanna Dóczy i 12 ich dzieci. Znajdziemy tu również nagrobek śląskiego szlachcica Krzysztofa Warkocza z Nebeszyc (zm. 1570 r.), którego Stefan Zápolya mianował starostą kieżmarskim oraz jego pierwszej żony, Katarzyny, córki Tomasza Tarczaya.
W czasach reformacji, kiedy całe miasto z mieszkańcami przeważnie niemieckiego pochodzenia przeszło na protestantyzm, kościół należał w latach 1531-1673 (a przejściowo również w latach 1678-1687 i 1705-1709) do ewangelików. W roku 1997 Papież Jan Paweł II nadał kościołowi tytuł bazyliki mniejszej.
Obok kościoła wznosi się czworoboczna, murowana, renesansowa dzwonnica z 1591 r., zwieńczona attyką. Do dzwonnicy przylega piętrowa, murowana budowla dawnej katolickiej szkoły ludowej. Powstała ona w XVIII w. w wyniku przebudowy starszej kaplicy św. Trójcy z 1468 r. Pierwsze nauki pobierał w niej m.in. Jozef Maximilián Petzval (1807-1891), matematyk, fizyk i wynalazca, jeden z twórców współczesnej optyki geometrycznej i podstaw konstrukcji obiektywów.
Naprzeciw małego wejścia do kościoła stoi murowany z kamienia, parterowy budynek dawnej szkoły miejskiej z 1536 r. Jest to najstarszy budynek szkolny w mieście.